# 傑布列韋
51°0′20″N 31°34′56″E / 51.00556°N 31.58222°E
傑布列韋（烏克蘭語：Дебреве），是烏克蘭北部的村莊，隸屬切爾尼希夫州的尼任區。該村面積0.65平方公里，海拔高度117米，2001年人口147，人口密度每平方公里226.15人。